# Оскар Дирлевангер
Оскар Дирлевангер (Вирцбург, 26. септембар 1895 — Алтсхаузен, 7. јун 1945) је био немачки СС официр који је учествовао у Првом светском рату, Шпанском грађанском рату и Другом светском рату. Остао је упамћен као оснивач и заповедник СС казнене јединице 36. СС гренадирске дивизије често називане и Дирлевангерова бригада.
Већи део Другог светског рата је провео стациониран у Пољској и Белорусији. Његова јединица је извршила више злочина над цивилима у Лублинском гету као и приликом гушења Варшавског устанка. На почетку рата је служио као комдандант радног логора у Старом Џикову. Више историчара, између осталих Тимоти Снајдер и Стивен Залога су га окаракерисали као једног од најбруталнијих и злих људи који су учестововали у Другом светском рату. Злочини које је починила јединица под његовом командом обухватају на десетине хиљада убијених цивила широм Пољске и Белорусије.
Након завршетка рата, Француске окупационе власти су га ухапсиле  1. јуна 1945 близу града Алтсхаузен док је покушавао да напусти окупирану територију у цивилној одећи. Тачан датум смрти се не може тачно утврдити, али се претпоставља да је у питању 7. јун. Прави узрок смрти није познат, али се претпоставља да је проузрокована пребијањем од стране пољских чувара.

## Младост и Први светски рат
Дирлевангер је рођен 1895 године у Вирцбургу, а са породицом се преселио у Еслинген ам Некару 1906. Средњу школу је завршио 1913 када је и регрутован у Виретмбуршку армију. Служио је као митраљезац у XIII корпусу.
Током рата је учествовао у борбама на Западном фронту и напада на Белгију и касније Француску. Током рата напредовао је до чина поручника и награђен је Гвозденим крстом првог и другог реда.

## Међуратни период
Након пораза Немачке у Првом светском рату учествовао је у гушењу Новембарска револуције у Руру и Саксонији. Касније је служио као Фрајкоровац у Горњој Шлеској. У борбама за гушење левичарских побуна Дирлевангер је први пут показао бруталност и суровост у борбама која га је одликовала касније током Другог светског рата.
Након гушења побуна вратио се студијама на Гетеовом универзитету у Франкфурту где је одбранио звање доктора политичких наука 1922 године. Годину дана након завршетка студија учланио се у Нацистичку партију тада још увек младу политичку снагу. У тој крајње десној политичкој партији је нашао политичку опцију са којом је делио циљеве. Већ је имао проблема са законом и био је осуђиван због нелегалног поседовања оружја, као и због антисемитског деловања што је за нацисте била додатна препорука.
Његова каријера у Нацистичкој партији је била у узлазној путањи и до 1932 је добио високо звање у партијској паравојној формацији Штурмабтајлунг. Међутим, 1934 је осуђен на двогодишњу затворску казну због силовања малолетне девојчице. Због тога је избачен из партије, одузето му је докторско звање, као и војна одличја. Након одслужења казне поновио је исто кривично дело, а делом да би избегао казну, а делом због жеље за доказивањем, пријавио се за службу у Легији Кондор. Немачка се у Шпанском грађанском рату борила на страни националиста предвођених Франсиско Франком.
Након што се немачка војна експедија победоносно вратила из рата, Дирлевангера је још увек чекала оптужба за силовање малолетнице. Припреме за напад на Пољску су већ биле у току, а његов проблематични кривични досије му је онемогућавао да буде део војних јединица.

## Други светски рат
Да би успео да се ослободи оптужби које су му онемогућавале учествовање у рату, разговарао је са Хајнрихом Химлером. Циљ му је био да буде примљен у СС у чему му је помогао и његов заштитник и начелник штаба СС-а Готлоб Бергер. Оптужбе против Дирлевангера су одбачене и примљен је у СС где је добио чин оберштурмфирера. Такође, враћено му је звање доктора политичких наука.
Током 1940 добио је одобрење да оформи јединицу која је била величине батаљона. такозвана Дирлевангерова бригада била је формирана од добровољаца који су долазили из редова осуђеника, ловокрадица и регуларних војника. Први задатак новоформиране СС-Сондеркомандо Дирлевангер је расељавање више хиљада становника града Лублина на чије место су требали да буду насељени етнички Немци. Јединица је учествовала у обезбеђивању Лублинског гета као и радног кампа у Старом Џикову. Сам Одило Глобочник је био задовољан како је Дирлевангер организовао логор и током јуна 1941 предложио га је Химлеру за унапређење. Тај исти предлог је поновио Бергер током јесени, када је Дирлевангер и био унапређен у чин штурмбанфирера.
Дирлевангер је тада користио раније испробане тактике у борбама против комунистичких партизана. Његова јединица је често учествовала у пљачкању цивила, паљењу кућа, праћених безбројним бруталностима попут масовних насумичних убистава цивила, жена и деце као и силовања и мучења. Дирлевангер је тада имао могућност да у потпуности покаже свој зао карактер којег је морао да спутава у мирнодопско време. Када се на то дода честа употреба алкохола и дрога код њега и већег дела његове јединице, Рајх је добио јединицу и команданта који је вршљао и уносио страх на новоосвојеним територијама.  У том периоду се пронела гласина да је Дирлевангер организовао производњу сапуна од људских лешева. Међутим та тврдња никад није чврсто доказана.
Током фебруара 1942. Дирлевангер је добио наређење да батаљон пребаци на територију данашње Белорусије где му је задатак била борба против партизана. Често је предводио своју јединицу у борбама, што је било неуобичајено за официра његовог чина. Зато и не чуди број рањавања које је преживео који се пењао на више од десет. У августу 1942 је оптужен за злостављање пољских затвореника као и за сексуално општење са јеврејкама пре њиховог погубљења. Докази су предати суду СС-а, али по Химлеровом наређењу оптужница није подигнута и Дирлевангер није кажњен.
За време лета 1943 и антипартизанске Операције Котбус његова јединица је учествова у убиствима више од 20,000 људи, од којих је само неких 6 хиљада убијено у борбама. Један од метода које је Дирлевангер практиковао у Белорусији је био да је све становнике села утеравао у цркве или велике штале које су онда он и његови подређени палили. Свако ко је покушао да побегне од пожара би био убијен. Више историчира је поставило процену укупних цивилних жртава од стране Дирлевангера и његове јединице у Белорусији, и цифре су се кретале између 30,000 и 120,000.
До 1944 јединица је нарасла до величине регименте и била је укључена у борбе против наступајуће Црвене армије. С обзиром да се Дирлевангерова јединица састојала углавном од кољача и криминалаца, током Операције Багратион је трпела велике губитке. У тим борбама је скоро потпуно уништена.
Касније током године је поново формирана у облику јуришне бригаде и први задатак је имала током гушења Варшавског устанка. На почетку борби против устаника јединица је имала 16 официра и 865 војника. За време трајања устанка, јединица је појачана са 2,500 војника од којих су 1,900 били СС-овски чувари из Концентрационог логора Штутхоф. До краја устанака број војника у јединици се свео на 648. Јединца је учествовала у извршењу Масакра у Воли.
После гушења устанка у Варшави, Дирлевангер и његови људи су били одређени за гушење Словачког националног устанка. За ту акцију јединица је ојачана и нарасла је на бројку од 4,000. СС руководство је Дирлевангера наградило за акције током гушења Варшавксог устанка и у Августу 1944 је унапређен у чин Оберфирера. Такође је награђен Витешким крстом Гвозденог крста. Након борби у Словачкој, Дирлевангер је у једном кратком периоду учествовао у борбама у Мађарској против партизана.
Дирлевангерова јединица је почетком 1945 формирана у облику дивизије и учествовала је борбама против Црвене армије. Последње борбе је видела током Битке за Берлин. Већи део јединице је био уништен док је остатак или побегао или био заробљен од стране Црвене армије.

## Смрт
Дирлевангер је крајем априла 1945 је рањен по дванаести пут, када се повукао у позадину. Црвена армија је стезала обруч и Дирлевангер је одлучио да се сакрије. Уточиште је нашао у усамљеној ловачкој колиби близу града Алтсхаузен. Тамо га је препознао јеврејски логораш обученог у цивилну одећу.
Ухапсиле су га француске окупационе трупе које су га одвеле у притвор. Његова крајња судбина није позната јер не постоји званичан извештај о његовој смрти, али се претпоставља да је умро услед пребијања или затворских чувара, или бивших пољских затвореника. Једно време су кружиле гласине да је побегао из заробљеништва и да је служио у Француској легији странаца. Та прича се чинила мало вероватном и за њу није постојало довољно доказа.